# Лоренцо Де Сільвестрі
Лоренцо Де Сільвестрі (італ. Lorenzo De Silvestri, нар. 23 травня 1988, Рим) — італійський футболіст, захисник «Болоньї». Виступав за національну збірну Італії.

## Клубна кар'єра
Вихованець столичної юнацької команди «Ромулеа», з якої потрапив в академію «Лаціо».
Його перша поява в основній команді відбулася в матчі 23 липня 2005 року на Кубок Інтертото, коли 17-річний Лоренцо вийшов на заміну на 87 хвилині замість Крістіана Манфредіні. Дебютний м'яч зща клуб забив 20 серпня 2006 року у Кубку Італії проти «Ренде», де «Лаціо» здобув перемогу 4:0, четвертий м'яч у матчі був забитий Де Сільвестрі.

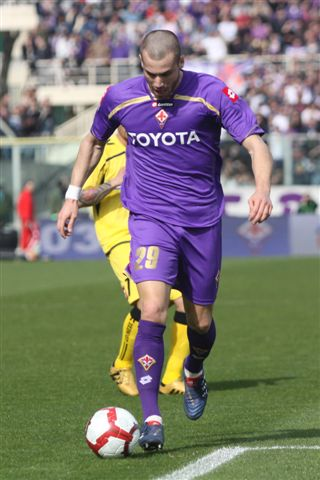
Лоренцо Де Сільвестрі під час виступів за «Фіорентину», 28 березня 2010

22 квітня 2007 року Де Сільвестрі дебютував у Серії А, вийшовши на замінув домашньому матчі з «Фіорентиною» (0:1). Другий свій матч за «Лаціо» він зіграв в передостанньому турі проти «Парми» на римському «Олімпійському стадіоні».
У сезоні 2007/08 Де Сільвестрі регулярно з'являвся на правому фланзі оборони «Лаціо», виділяючись відмінними підключеннями в атаку. Він провів 24 матчі в Серії А і 6 матчів у Ліги чемпіонів, з яких три — у стартовому складі. 19 листопада 2007 року журнал World Soccer вніс Лоренцо до списку 50 найперспективніших молодих талантів. А 28 грудня того ж року став єдиним італійцем, включеним в список з двадцяти найкращих гравців до 20 років за версією британського таблоїда The Sun.
19 грудня 2007, за рік після свого голу проти «Ренде», Де Сільвестрі знову забив у Кубку Італії, цього разу в матчі з «Наполі». Він присвятив свій гол близькому другу і фанату «Лаціо» Габріеле Сандрі, який поблизу Ареццо був убитий поліцейським. 19 листопада, 2007 вводиться Британським щомісячного журналу World Soccer в списку 50 найперспективніших молодих талантів.
З часу свого дебюту Лоренцо прогресував все більше під керівництвом тренера Деліо Россі і навіть здобув з командою титул володаря Кубка Італії, але 2009 року між Де Сільвестрі і керівництвом клубу виник конфлікт, пов'язаний, ймовірно, з підписанням нового контракту.
У підсумку, 26 серпня Де Сільвестрі перейшов у «Фіорентина» за 6 млн євро. Свій перший матч у складі «Фіорентини» Лоренцо зіграв 26 вересня у гостях з «Ліворно», в якому флорентійці здобули перемогу 1:0. Відіграв за «фіалок» наступні три сезони своєї ігрової кар'єри. Більшість часу, проведеного у складі «Фіорентини», був основним гравцем захисту команди.
16 липня 2012 року Де Сільвестрі був відданий в оренду «Сампдорії» на сезон 2012/13. 30 вересня 2012 року дебютував у новій команді, замінивши у на 70 хвилині Джанні Мунарі в матчі чемпіонату проти «Наполі». 8 травня 2013 року Де Сільвестрі забив свій перший гол за «Сампдорію» в матчі проти «Катанії» (1:1). Після закінчення сезону, 12 липня 2013 року його орендна угода була продовжена ще на один сезон. 18 червня 2014 року, «Сампдорія» придбала 50 % прав на Де Сільвестрі, а 25 червня 2015 року повністю викупила контракт Лоренцо. За чотири сезони відіграв за генуезький клуб понад 100 матчів у національному чемпіонаті.
18 серпня 2016 року за 3,6 мільйонів євро перейшов до «Торіно». Протягом наступних чотирьох сезонів відіграв за туринську команду понад 100 матчів у Серії A.
17 вересня 2020 року на правах вільного агента став гравцем «Болоньї».

## Виступи за збірні
2003 року дебютував у складі юнацької збірної Італії, взяв участь у 43 іграх на юнацькому рівні, відзначившись 3 забитими голами.
Протягом 2006—2010 років залучався до складу молодіжної збірної Італії. Він був наймолодшим гравцем в збірній на переможному Турнірі в Тулоні 2008 року. Хоча він грав в декількох відбіркових матчах до молодіжного чемпіонату Європи 2009, він не потрапив в остаточну заявку на турнір. Після завершення турніру, він став основним гравцем молодіжки і був призначений її капітаном. Проте ця команда не змогла пробитись на молодіжне Євро-2011. Всього на молодіжному рівні зіграв у 12 офіційних матчах.
2008 року захищав кольори олімпійської збірної Італії. У складі цієї команди провів 7 матчів і був учасником футбольного турніру на Олімпійських іграх 2008 року у Пекіні.
7 вересня 2010 року дебютував в офіційних іграх у складі національної збірної Італії у відбірковому матчі до Євро-2012 проти збірної Фарерських островів. Італія виграла гру 5:0, а Де Сільвестрі зіграв всі 90 хвилин. Згодом зрідка викликався до лав національної команди, до 2016 року провів у її складі 6 матчів.
| Дата       | Місто      | Господарі | Результат | Гості             | Турнір            | Голи | Примітки |
| ---------- | ---------- | --------- | --------- | ----------------- | ----------------- | ---- | -------- |
| 07-09-2010 | Флоренція  | Італія    | 5 – 0     | Фарерські острови | Відбір до ЧЄ 2012 | -    |          |
| 11-10-2013 | Копенгаген | Данія     | 2 – 2     | Італія            | Відбір до ЧС 2014 | -    |          |
| 18-11-2014 | Генуя      | Італія    | 1 – 0     | Албанія           | товариський матч  | -    |          |
| 12-06-2015 | Спліт      | Хорватія  | 1 – 1     | Італія            | Відбір до ЧЄ 2016 | -    | 27'      |
| 24-3-2016  | Удіне      | Італія    | 1 – 1     | Іспанія           | товариський матч  | -    | 89'      |
| 29-3-2016  | Мюнхен     | Німеччина | 4 – 1     | Італія            | товариський матч  | -    | 65'      |
| Усього     |            | Матчів    | 6         |                   | Голів             | 0    |          |

## Досягнення
- Володар Кубка Італії (2):

«Лаціо»: 2008-09
«Болонья»: 2024-25